# Campeonato Brasileiro de Futebol de 2010 - Série C
A Série C do Campeonato Brasileiro de Futebol de 2010 foi uma competição de futebol realizada no Brasil, equivalente à terceira divisão. Contando como a 20.ª edição da história, foi disputada entre os dias 18 de julho a 20 de novembro de 2010. Os quatro semifinalistas tiveram acesso à Série B de 2011 e os últimos colocados de cada grupos na primeira fase foram rebaixados à Série D de 2011.
O título ficou com o ABC após vencer o Ituiutaba nas finais pelo placar agregado de 1–0 (vitória simples em Minas Gerais e empate por 0–0 em casa). Além dos finalistas, Criciúma e Salgueiro, eliminados nas semifinais, garantiram o acesso à Série B de 2011.
Em contrapartida, foram rebaixados à Série D o São Raimundo-PA, o Alecrim e os tradicionais Juventude e Gama.

## Formato e regulamento
Teve mesmo formato do ano anterior, com a participação de 20 clubes: os doze eliminados nas duas primeiras fases da Série C de 2009, os quatro rebaixados da Série B de 2009 e os quatro times que subiram da Série D de 2009.
A primeira fase foi composta de quatro grupos com 5 clubes cada, com jogos em turno e returno dentro dos grupos. De cada grupo, os dois melhores classificaram-se para a fase seguinte e o último colocado de cada grupo foi rebaixado para a Série D de 2011.
Na segunda fase, a disputa passou a ser em partidas de ida e volta em sistema eliminatório (mata-mata). Os vencedores nessa fase foram semifinalistas do campeonato e tiveram o direito de disputar as finais com jogos de ida e volta e assim, garantindo o acesso à Série B de 2011.

## Participantes
| Equipe            | Cidade             | Estado | Em 2009       | Estádio            | Capacidade |
| ----------------- | ------------------ | ------ | ------------- | ------------------ | ---------- |
| ABC               | Natal              | RN     | 20º (Série B) | Frasqueirão        | 18 000     |
| Águia             | Marabá             | PA     | 12º (Série C) | Zinho de Oliveira  | 4 000      |
| Alecrim           | Natal              | RN     | 4º (Série D)  | Machadão           | 30 000     |
| Brasil de Pelotas | Pelotas            | RS     | 6º (Série C)  | Bento Freitas      | 18 000     |
| Campinense        | Campina Grande     | PB     | 19º (Série B) | O Amigão           | 35 000     |
| Caxias            | Caxias do Sul      | RS     | 5º (Série C)  | Centenário         | 30 822     |
| Chapecoense       | Chapecó            | SC     | 3º (Série D)  | Arena Condá        | 15 000     |
| CRB               | Maceió             | AL     | 16º (Série C) | Rei Pelé           | 20 801     |
| Criciúma          | Criciúma           | SC     | 15º (Série C) | Heriberto Hülse    | 22 000     |
| Fortaleza         | Fortaleza          | CE     | 18º (Série B) | Castelão           | 58 400     |
| Gama              | Gama               | DF     | 14º (Série C) | Bezerrão           | 20 000     |
| Ituiutaba         | Ituiutaba          | MG     | 11º (Série C) | Fazendinha         | 3 840      |
| Juventude         | Caxias do Sul      | RS     | 17º (Série B) | Alfredo Jaconi     | 23 726     |
| Luverdense        | Lucas do Rio Verde | MT     | 13º (Série C) | Passo das Emas     | 4 000      |
| Macaé             | Macaé              | RJ     | 2º (Série D)  | Cláudio Moacyr     | 15 000     |
| Marília           | Marília            | SP     | 9º (Série C)  | Bento de Abreu     | 17 963     |
| Paysandu          | Belém              | PA     | 8º (Série C)  | Curuzu             | 12 500     |
| Rio Branco        | Rio Branco         | AC     | 7º (Série C)  | Arena da Floresta  | 20 000     |
| Salgueiro         | Salgueiro          | PE     | 10º (Série C) | Cornélio de Barros | 5 000      |
| São Raimundo      | Santarém           | PA     | 1º (Série D)  | Colosso do Tapajós | 19 254     |

## Primeira fase

### Grupo A
| 1 | Paysandu        | 14 | 8 | 4 | 2 | 2 | 15 | 9  | +6 |
| 2 | Águia de Marabá | 12 | 8 | 3 | 3 | 2 | 11 | 7  | +4 |
| 3 | Fortaleza       | 12 | 8 | 2 | 6 | 0 | 9  | 7  | +2 |
| 4 | Rio Branco-AC   | 10 | 8 | 2 | 4 | 2 | 12 | 17 | -5 |
| 5 | São Raimundo-PA | 3  | 8 | 0 | 3 | 5 | 8  | 15 | -7 |

| Águia de Marabá | —   | 1–1 | 2–1 | 4–0 | 1–1 |
| Fortaleza       | 0–0 | —   | 1–1 | 1–1 | 2–1 |
| Paysandu        | 2–0 | 1–1 | —   | 6–2 | 1–0 |
| Rio Branco-AC   | 2–1 | 0–0 | 3–1 | —   | 3–3 |
| São Raimundo-PA | 0–2 | 2–3 | 0–2 | 1–1 | —   |

### Grupo B
| 1 | ABC        | 12 | 8 | 3 | 3 | 2 | 11 | 6  | +5 |
| 2 | Salgueiro  | 11 | 8 | 3 | 2 | 3 | 11 | 12 | -1 |
| 3 | CRB        | 11 | 8 | 3 | 2 | 3 | 8  | 11 | -3 |
| 4 | Campinense | 10 | 8 | 3 | 1 | 4 | 7  | 7  | 0  |
| 5 | Alecrim    | 10 | 8 | 2 | 4 | 2 | 9  | 10 | -1 |

| ABC        | —   | 1–1 | 0–0 | 3–1 | 3–1 |
| Alecrim    | 1–1 | —   | 1–0 | 3–2 | 0–2 |
| Campinense | 1–0 | 2–1 | —   | 0–1 | 2–0 |
| CRB        | 1–0 | 0–0 | 2–1 | —   | 1–1 |
| Salgueiro  | 0–3 | 2–2 | 2–1 | 3–0 | —   |

### Grupo C
| 1 | Ituiutaba  | 15 | 8 | 4 | 3 | 1 | 9  | 4  | +5 |
| 2 | Macaé      | 14 | 8 | 4 | 2 | 2 | 12 | 8  | +4 |
| 3 | Luverdense | 12 | 8 | 3 | 3 | 2 | 12 | 10 | +2 |
| 4 | Marília    | 6  | 8 | 1 | 3 | 4 | 7  | 12 | -5 |
| 5 | Gama       | 5  | 8 | 0 | 5 | 3 | 5  | 11 | -6 |

| Gama       | —   | 0–0 | 1–1 | 1–4 | 0–0 |
| Ituiutaba  | 0–0 | —   | 3–1 | 1–0 | 2–0 |
| Luverdense | 2–0 | 2–1 | —   | 3–1 | 2–2 |
| Macaé      | 2–1 | 0–0 | 1–1 | —   | 3–1 |
| Marília    | 2–2 | 1–2 | 1–0 | 0–1 | —   |

### Grupo D
| 1 | Criciúma          | 12 | 8 | 3 | 3 | 2 | 7 | 4 | +3 |
| 2 | Chapecoense       | 11 | 8 | 3 | 2 | 3 | 9 | 9 | 0  |
| 3 | Caxias            | 10 | 8 | 2 | 4 | 2 | 6 | 6 | 0  |
| 4 | Brasil de Pelotas | 10 | 8 | 2 | 4 | 2 | 4 | 5 | -1 |
| 5 | Juventude         | 8  | 8 | 1 | 5 | 2 | 6 | 8 | -2 |

| Brasil de Pelotas | —   | 1–0 | 0–0 | 0–0 | 0–0 |
| Caxias            | 0–0 | —   | 2–1 | 1–0 | 2–2 |
| Chapecoense       | 3–2 | 1–1 | —   | 1–0 | 2–0 |
| Criciúma          | 2–0 | 1–0 | 2–0 | —   | 1–1 |
| Juventude         | 0–1 | 0–0 | 2–1 | 1–1 | —   |

|  |                                      |
|  | Equipes classificadas à fase final   |
|  | Equipes rebaixadas à Série D de 2011 |

## Fase final
|  | Quartas de final | Quartas de final | Quartas de final | Quartas de final |       |                 | Semifinais | Semifinais | Semifinais | Semifinais |  |     | Final | Final | Final | Final |  |  |
|  |                  |                  |                  |                  |       |                 |            |            |            |            |  |     |       |       |       |       |  |  |
|  |                  |                  |                  |                  |       |                 |            |            |            |            |  |     |       |       |       |       |  |  |
|  | Paysandu         | 1                | 2                | 3                |       |                 |            |            |            |            |  |     |       |       |       |       |  |  |
|  | Salgueiro*       | 1                | 3                | 4                |       |                 |            |            |            |            |  |     |       |       |       |       |  |  |
|  | Salgueiro*       | 1                | 3                | 4                |       | Salgueiro       | 1          | 0          | 1          |            |  |     |       |       |       |       |  |  |
|  |                  |                  |                  |                  |       | Salgueiro       | 1          | 0          | 1          |            |  |     |       |       |       |       |  |  |
|  |                  | ABC              | 1                | 2                | 3     |                 |            |            |            |            |  |     |       |       |       |       |  |  |
|  | ABC*             | ABC              | 1                | 2                | 3     | 1               | 3          | 4          |            |            |  |     |       |       |       |       |  |  |
|  | ABC*             |                  |                  |                  |       | 1               | 3          | 4          |            |            |  |     |       |       |       |       |  |  |
|  | Águia de Marabá  | 0                | 1                | 1                |       |                 |            |            |            |            |  |     |       |       |       |       |  |  |
|  | Águia de Marabá  | 0                | 1                | 1                |       |                 |            |            |            |            |  | ABC | 1     | 0     | 1     |       |  |  |
|  |                  |                  |                  |                  |       |                 |            |            |            |            |  | ABC | 1     | 0     | 1     |       |  |  |
|  |                  | Ituiutaba        | 0                | 0                | 0     |                 |            |            |            |            |  |     |       |       |       |       |  |  |
|  | Ituiutaba* (gf)  | Ituiutaba        | 0                | 0                | 0     | 1               | 0          | 1          |            |            |  |     |       |       |       |       |  |  |
|  | Ituiutaba* (gf)  |                  |                  |                  |       | 1               | 0          | 1          |            |            |  |     |       |       |       |       |  |  |
|  | Chapecoense      | 1                | 0                | 1                |       |                 |            |            |            |            |  |     |       |       |       |       |  |  |
|  | Chapecoense      | 1                | 0                | 1                |       | Ituiutaba (pen) | 1          | 1          | 2 (4)      |            |  |     |       |       |       |       |  |  |
|  |                  |                  |                  |                  |       | Ituiutaba (pen) | 1          | 1          | 2 (4)      |            |  |     |       |       |       |       |  |  |
|  |                  | Criciúma         | 1                | 1                | 2 (2) |                 |            |            |            |            |  |     |       |       |       |       |  |  |
|  | Criciúma*        | Criciúma         | 1                | 1                | 2 (2) | 2               | 2          | 4          |            |            |  |     |       |       |       |       |  |  |
|  | Criciúma*        |                  |                  |                  |       | 2               | 2          | 4          |            |            |  |     |       |       |       |       |  |  |
|  | Macaé            | 3                | 0                | 3                |       |                 |            |            |            |            |  |     |       |       |       |       |  |  |

*Classificados à Série B de 2011.

## Classificação final
| Pos | Equipes           | Pts | J  | V | E | D | GP | GC | SG  | Classificação ou rebaixamento                 |
| --- | ----------------- | --- | -- | - | - | - | -- | -- | --- | --------------------------------------------- |
| 1   | ABC               | 26  | 14 | 7 | 5 | 2 | 19 | 8  | +11 | Finalistas e promovidos à Série B de 2011     |
| 2   | Ituiutaba         | 20  | 14 | 4 | 8 | 2 | 12 | 8  | +4  | Finalistas e promovidos à Série B de 2011     |
| 3   | Criciúma          | 17  | 12 | 4 | 5 | 3 | 13 | 9  | +4  | Semifinalistas e promovidos à Série B de 2011 |
| 4   | Salgueiro         | 16  | 12 | 4 | 4 | 4 | 16 | 18 | –2  | Semifinalistas e promovidos à Série B de 2011 |
| 5   | Macaé             | 17  | 10 | 5 | 2 | 3 | 15 | 12 | +3  | Eliminados nas quartas de final               |
| 6   | Paysandu          | 15  | 10 | 4 | 3 | 3 | 18 | 13 | +5  | Eliminados nas quartas de final               |
| 7   | Chapecoense       | 13  | 10 | 3 | 4 | 3 | 10 | 10 | 0   | Eliminados nas quartas de final               |
| 8   | Águia de Marabá   | 12  | 10 | 3 | 3 | 4 | 12 | 11 | +1  | Eliminados nas quartas de final               |
| 9   | Luverdense        | 12  | 8  | 3 | 3 | 2 | 12 | 10 | +2  |                                               |
| 10  | Fortaleza         | 12  | 8  | 2 | 6 | 0 | 9  | 7  | +2  |                                               |
| 11  | CRB               | 11  | 8  | 3 | 2 | 3 | 8  | 11 | –3  |                                               |
| 12  | Campinense        | 10  | 8  | 3 | 1 | 4 | 7  | 7  | 0   |                                               |
| 13  | Caxias            | 10  | 8  | 2 | 4 | 2 | 6  | 6  | 0   |                                               |
| 14  | Brasil de Pelotas | 10  | 8  | 2 | 4 | 2 | 4  | 5  | –1  |                                               |
| 15  | Rio Branco-AC     | 10  | 8  | 2 | 4 | 2 | 12 | 17 | –5  |                                               |
| 16  | Marília           | 6   | 8  | 1 | 3 | 4 | 7  | 12 | –5  |                                               |
| 17  | Alecrim           | 10  | 8  | 2 | 4 | 2 | 9  | 10 | –1  | Rebaixados à Série D de 2011                  |
| 18  | Juventude         | 8   | 8  | 1 | 5 | 2 | 6  | 8  | –2  | Rebaixados à Série D de 2011                  |
| 19  | Gama              | 5   | 8  | 0 | 5 | 3 | 5  | 11 | –6  | Rebaixados à Série D de 2011                  |
| 20  | São Raimundo-PA   | 3   | 8  | 0 | 3 | 5 | 8  | 15 | –7  | Rebaixados à Série D de 2011                  |

## Premiação
| Campeonato Brasileiro 2010 Série C |
| Rio Grande do Norte                |
| ---------------------------------- |
| ABC Futebol Clube (1º título)      |

## Maiores públicos
Esses foram os dez maiores públicos do Campeonato:
| Nº | Público | Mandante  | Placar | Visitante       | Estádio         | Data           |
| -- | ------- | --------- | ------ | --------------- | --------------- | -------------- |
| 1  | 24.188  | Fortaleza | 1–1    | Rio Branco-AC   | Castelão        | 11 de setembro |
| 2  | 23.769  | Paysandu  | 1–1    | Fortaleza       | Mangueirão      | 22 de agosto   |
| 3  | 19.313  | Fortaleza | 1–1    | Paysandu        | Castelão        | 7 de agosto    |
| 4  | 18.681  | Criciúma  | 2–0    | Macaé           | Heriberto Hülse | 23 de outubro  |
| 5  | 16.322  | Fortaleza | 2–1    | São Raimundo-PA | Castelão        | 29 de agosto   |
| 6  | 16.150  | ABC       | 3–1    | Águia de Marabá | Frasqueirão     | 24 de outubro  |
| 7  | 15.153  | ABC       | 0–0    | Ituiutaba       | Frasqueirão     | 20 de novembro |
| 8  | 15.115  | Paysandu  | 2–3    | Salgueiro       | Curuzu          | 17 de outubro  |
| 9  | 12.617  | Criciúma  | 1–1    | Juventude       | Heriberto Hülse | 19 de setembro |
| 10 | 11.726  | Criciúma  | 1–0    | Caxias          | Heriberto Hülse | 5 de setembro  |

- i. ^ Considera-se apenas o público pagante